# (31780) 1999 JB136
1999 JB136 (asteroide 31780) é um asteroide da cintura principal. Possui uma excentricidade de 0.04160670 e uma inclinação de 10.56476º.
Este asteroide foi descoberto no dia 15 de maio de 1999 por LONEOS em Anderson Mesa.